# Dicranomyia (Pseudoglochina) microneura
Dicranomyia (Pseudoglochina) microneura is een tweevleugelige uit de familie steltmuggen (Limoniidae). De soort komt voor in het Australaziatisch gebied.